# Rue Próżna
Ulica Próżna (littéralement : rue vide) est une rue historique de Varsovie, située dans l'arrondissement de Śródmieście (centre-ville). Elle demeure la seule ancienne rue de Varsovie ayant fait partie du Ghetto, à travers quatre immeubles anciens.

## Topographie
Elle est d'une longueur d'environ 160 mètres, à sens unique. Elle s'étend de la rue Zielna à la place Grzybowski, jouxtant la seule synagogue (Nożyk) ayant survécu à la Seconde Guerre mondiale. Après 2012, la voie devient une promenade piétonne.

## Histoire
Avant 1770, elle traversait des jardins et se nommait ainsi « Ogrodowa » (du polonais « ogród », jardin).
Les bâtiments furent construits entre 1880 et 1898 pour les derniers, sous la direction de l’architecte Franciszek Brauman. La percée de cette rue, auparavant obstruée par une maison de bois, n'a été réalisée qu'en 1880, lorsque Abram et Zofia Idelsohnów se portent acquéreur et bénéficient du soutien du maire Sokrates Starynkiewicz. Sokrates Starynkiewicz, un général d'origine russe nommé par le Tsar Alexandre III, est à l'origine de l'entrée de Varsovie dans l'ère moderne : réseaux d'égoûts, voies, tramway, eau courante, usines de gaz.
Elle voit essentiellement s'installer des commerces et négociants en ferronnerie, dont l'activité est liée à la très proche rue Marszałkowska (devenue axe principal de la ville et considérée comme les Champs-Élysées de Varsovie), et transformée d'après les grandes percées haussmanniennes de Paris.
La Rue Próżna est une des rares rues de Varsovie dont des bâtiments se faisant face (immeubles no 7, 9, 12 et 14) ont survécu à la destruction du Ghetto. En 1939, un incendie ravage déjà une grande partie des bâtiments.

## Singularité: une survivance de la Varsovie juive d'avant-guerre
Dans ses mémoires de résistant du Ghetto de Varsovie, L'Ultime Combat : Cinq années dans le Ghetto, Bernard Goldstein cite la Rue Próżna, notamment le numéro 14, comme un lieu stratégique de résistance juives et d'affrontements. En effet, l'immeuble numéro 14 (Wolanowski) abrita notamment le bataillon Kiliński de l’Armia Krajowa (Armée de l’intérieur, ou "AK"). Il faut noter que l'essentiel de la Rue Próżna fut exclue du périmètre du Ghetto par un mur construit à l'intersection avec la Rue Zielna. « Pendant le soulèvement du ghetto, Igla se battit vaillamment. Il réussit à s’évader et à gagner la forêt de Wyszkow. Il vint à Varsovie à plusieurs reprises pour chercher de l’argent et des instructions. Puis il s’installa rue Sliska. Au bout de peu de temps, il dut changer de résidence car des dénonciateurs l’avaient découvert. Il se rendit chez Jablonski, gardien de l’immeuble du no 14 de la rue Prozna, un de nos hommes de confiance. Il nous avait procuré des logements et, en cas d’urgence, il cachait des amis chez lui pour la durée d’une nuit. Son domicile était l’un des points de rencontre de notre organisation de résistance. Il nous avait aussi beaucoup aidés à trouver des armes pour le soulèvement. Marysia Feinmesser assurait la liaison entre lui et nous. » Ulica Próżna est l'un des rares fragments de la "Varsovie juive", dans lequel l'atmosphère du vieux quartier juif est ressuscitée, le temps du Festival de la culture juive, « Warszawa Singera » (littéralement : « La Varsovie de Singer », le célèbre écrivain yiddishophone Isaac Bashevis Singer). Le festival a lieu chaque année en septembre dans la Rue Próżna et la Place Grzybowski depuis 2004.

## Devenir de la Rue Próżna
En 1987, les quatre bâtiments survivants ont été inscrits au registre des monuments.
Jusqu'en 2011, les bâtiments offrent une mémoire crue du passé du quartier juif : immeubles dans leur état d'après-guerre (tels qu'on les trouve plutôt dans le quartier de Praga, sur l'autre rive de la Vistule), trous ronds de balles de fusil dans les murs extérieurs. Entre 2011 et 2013, les bâtiments no 7 et 9 ont subi d'importantes rénovations et sont devenus des espaces de bureau. Le Forum Culturel Autrichien est situé au no 7.
De 2008 à 2014, des photographies de Juifs polonais provenant des collections de la Fondation Shalom décoraient les fenêtres et les façades des immeubles de la rue Próżna. Il s'agissait de fragments de la collection constituée de 8000 photographies, collectées après un appel à contribution lancé dès 1994. Parmi elles, un portrait a fait le tour du monde, celui de la jeune Lusia Bronstein.

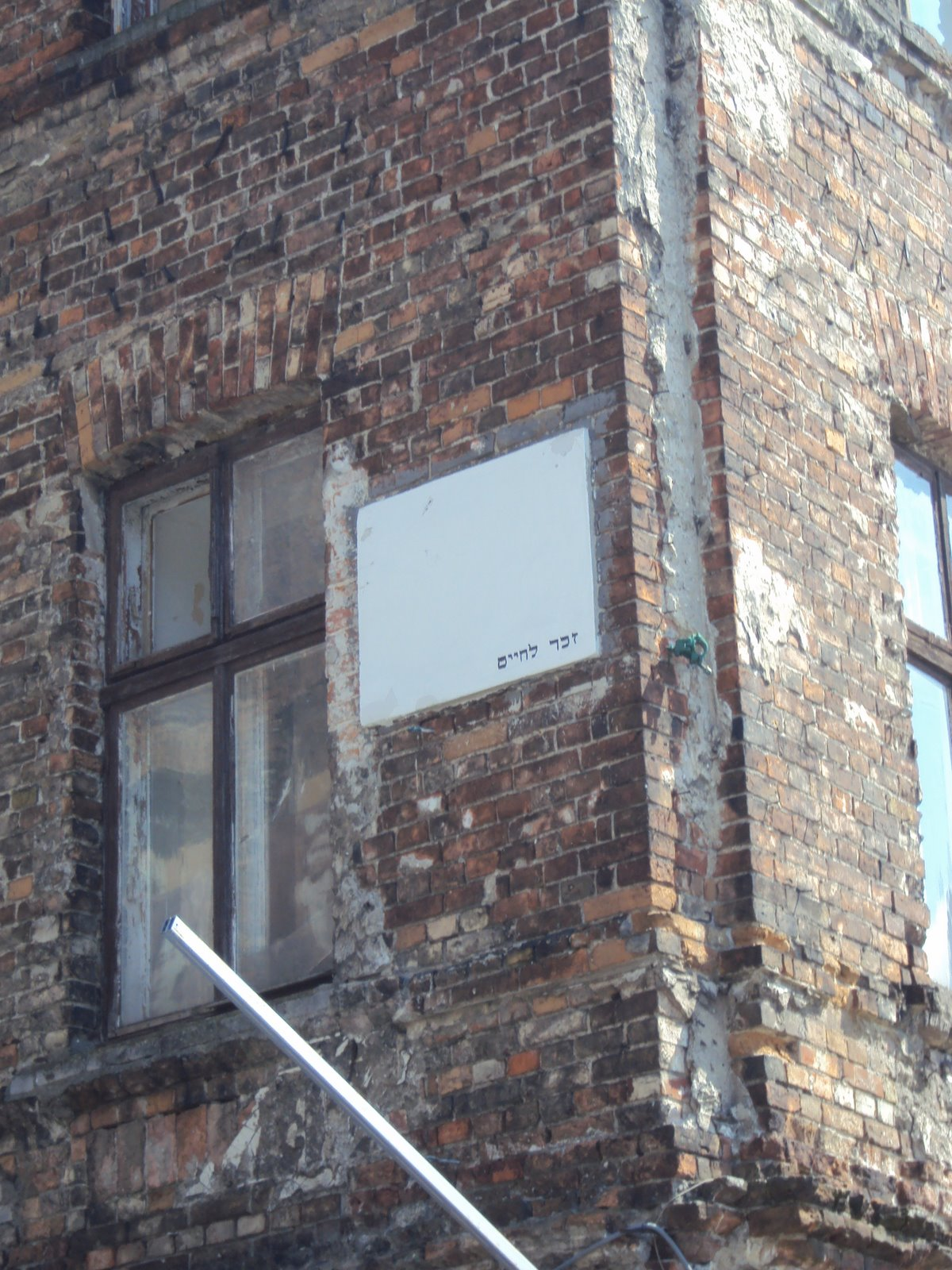
Angle de la rue Próżna à Varsovie, avant la rénovation (août 2011). Des inscriptions en yiddish subsistaient.

La société de développement autrichienne Warimpex est actuellement propriétaire des immeubles numéros 7 et 9 : elle prévoyait un ensemble hôtelier avant d'orienter son offre vers des espaces de bureaux appelés projet « Palais Office »,.
Les façades rénovées ont été dévoilées en 2012, tandis que la rénovation complète de la rue s'achevait fin 2014. La voie est devenue piétonne, elle est illuminée par une série de réverbères qui rappelle le début du XXe siècle.
Le point de repère de la Tour PAST (ancien siège des télécommunications polonaises) qui était aussi un symbole de la résistance polonaise, se situe juste à l'angle de la rue.

## Controverse
En 2012, la sculpture de l'artiste Maurizio Cattelan « HIM », créée en 2001 et représentant un Hitler priant à genoux, est installée à la porte de l'immeuble numéro 14. Le centre Simon-Wiesenthal et des associations juives s'en émeuvent.